# SMPT:e
A Transatlantic nevű szupergroup első nagylemeze, melyet a Metal Blade által adtak ki 2000-ben. Később az InsideOut Music segítségével is piacra került. A lemez címe egy szakkifejezés, amit a stúdiótechnikában szoktak alkalmazni, ám a rövidítés a tagok nevének kezdőbetűire utal.

## A zene
Az első dal, az All of the Above jó képet ad a zenészek képességeiről, mivel a 30 percében rengeteg ötletes váltást, témát találunk. A We All Need Some Light a legrövidebb szám az albumon, de szép akusztikus ballada. A Mystery Train egy Portnoy játékára épülő próbálkozás, míg a My New World Stolt alkotása, mely tele van musicales beütésekkel. Végül az utolsó szám egy Procol Harum-feldolgozás.

## Számok listája
1. All of the Above – 30:59
2. We All Need Some Light – 5:45
3. Mystery Train – 6:52
4. My New World – 16:15
5. In Held (Twas) in I – 17:21

## Közreműködő zenészek
- Neal Morse – billentyűs hangszerek, gitár, ének
- Roine Stolt – gitár, ütőhangszerek, ének
- Mike Portnoy – dob
- Pete Trewavas – basszusgitár